# Benighted (musikalbum)
Benighted är det franska brutal death metal-bandet Benighteds debutalbum, utgivet i juni 2000 i egenregi.

## Låtlista
1. "The Diabolical Reign of the Four Fallen Angels" – 3:01
2. "Werewolf's Nightmare" – 5:04
3. "Last Part of Humanity" – 5:41
4. "Nocturne" – 3:13
5. "Benighted Transcendence" – 5:36
6. "Abysses of Sadness" – 5:37
7. "Infernal Killings" – 3:23

## Medverkande
Musiker
- Julien Truchan – sång
- Olivier Gabriel – gitarr
- Liem N'Guyen – gitarr
- Christophe Charretier – basgitarr
- Fred Fayolle – trummor

Produktion
- Benighted – producent
- Alain Guerci – inspelningstekniker, mixning
- Philippe Tchekemian – mastering
- Christophe Charretier – logotyp